# Расмуссен, Андерс Фог
А́ндерс Фог Ра́смуссен (дат. Anders Fogh Rasmussen [ɑnɐs ˈfɔʊ̯ˀ ˈʁɑsmusn̩]; род. 26 января 1953, Гиннеруп, Дания) — датский политик, генеральный секретарь НАТО в 2009—2014 годах, советник президента Украины (2016—2019). Премьер-министр Дании в 2001—2009 годах.

## Биография

### Ранние годы
Андерс Фог Расмуссен родился 26 января 1953 года в Гиннерупе в семье фермера Кнуда Расмуссена и его супруги Марты Расмуссен (в девичестве Фог). Фамилия матери стала для Андерса чем-то вроде второго имени.
В 1969—1972 годах окончил Виборгское соборное училище по языкам и обществознанию. и изучал экономику в Орхусском университете , который окончил в 1978 году. Написал несколько книг о налогообложении и структуре правительства. Он и его жена Анн-Метте (род. 1958) поженились в 1978 году и имеют троих детей: Хенрика Фога Расмуссена (род. 1979), Марию (род. 1981) и Кристину (род. 1984). У Андерса Фога Расмуссена также есть шестеро внуков.

### Политическая карьера
Политическую карьеру начал в 17 лет, став основателем Общества молодых либералов в городе Виборг. Уже спустя 3 года, в 1973 году, вошёл в состав Центрального совета Либеральной партии Дании (Венстре). В 1974 году баллотировался в Фолькетинг, в 1978 году впервые был избран депутатом от амта Виборг. В том же году получил высшее экономическое образование в университете города Орхус и поступил на работу в Датскую федерацию малых и средних предпринимателей, где до 1984 года работал на позиции консультанта.
С 1984 года — член руководства парламентской фракции либералов, с 1985 года — вице-председатель национальной организации Либеральной партии, в 1987—1992 годах — министр налогообложения Дании, в 1990—1992 годах — по совместительству министр экономики Дании. В 1993 году опубликовал книгу под названием «Fra Socialstat til Minimalstat» (в переводе на русский язык — «От социального государства к минимальному государству»). В 1996 году стал членом совета представителей, а ещё через два года — совета директоров Национального банка Дании.
С 1998 года — председатель Либеральной партии Дании, которую привёл к победе на парламентских выборах 20 ноября 2001 года.

### Премьерство
27 ноября 2001 года Андерс Фог Расмуссен вступил в должность премьер-министра Дании.
Расмуссен выступал за низкие налоги, приватизацию и ограничение размера правительства и в ходе премьерства проводил соответствующую внутреннюю политику. Также инициировал ужесточение антииммиграционного законодательства и высказывался за легализацию однополых браков. В 2005 году в Дании разразился сильный внутренний скандал из-за газетных карикатур на пророка Мухаммеда. Со стороны оскорблённых карикатурами мусульман были слышны призывы о глобальном бойкоте датской продукции. 1 января 2007 года вступила в силу глобальная муниципальная реформа. В том же году Расмуссен заявил, что намерен провести референдум  по вопросу вступления Дании в Еврозону и ввода единой европейской валюты евро. В итоге Дания не вошла в эту зону и сохранила национальную валюту в лице кроны. В 2005 и 2007 годах Либеральная партия Дании побеждала на парламентских выборах, за счёт чего Расмуссен остался премьер-министром Дании до 2009 года.
Во внешней политике Расмуссен был настроен проамерикански. При нём Дания разместила войска в Афганистане, Боснии и Косове, и председательствовала в Европейском союзе (июль—декабрь 2002 года). Очень противоречивое отношение как в Дании, так и за её пределами вызвала активная поддержка Расмуссеном войны в Ираке и участие в ней датского военного контингента.
В марте 2009 года руководители Великобритании, Франции и Германии приняли решение избрать Андерса Фога Расмуссена на пост генерального секретаря НАТО, который он мог занять после истечения срока тогдашнего лидера этой организации (им являлся Яап де Хооп Схеффер). На саммите НАТО в апреле 2009 года США выразили свою поддержку кандидатуре Расмуссена. Турция сначала возражала против кандидатуры Расмуссена и даже предупреждала о возможности использования своего права вето, но позже пересмотрела свою позицию и выразила согласие с выбором Расмуссена. Италия и Испания также поддержали его кандидатуру. 4 апреля 2009 года Расмуссен был утверждён на посту генерального секретаря НАТО, после чего на следующий день подал в отставку с поста главы датского правительства. Преемником Расмуссена на посту премьер-министра Дании стал Ларс Лёкке Расмуссен.

### Деятельность на посту генерального секретаря НАТО
В должность генерального секретаря НАТО официально вступил 1 августа 2009 года.
На период работы Расмуссеном генеральным секретарём НАТО пришлись временное возобновление сотрудничества альянса с Россией, прерванного после войны в Грузии и войны в Ливии, вмешательство в которую НАТО сам Расмуссен всячески поддерживал.
1 октября 2014 года Расмуссен покинул должность генерального секретаря НАТО. В этой должности его сменил бывший премьер-министр Норвегии Йенс Столтенберг.

### Деятельность после ухода с поста генерального секретаря НАТО
- C лета 2015 года — советник Goldman Sachs[2].
- 27 мая 2016 по 17 мая 2019 года — внештатный советник президента Украины Петра Порошенко.

В январе 2018 года Расмуссен принял предложение российского бизнесмена Григория Гусельникова занять пост заместителя председателя совета латвийского Norvik Banka, затем переименованного в PNB banka. Именно в это время в Латвии началась «банковская чистка», когда была отозвана лицензия крупнейшего в стране ABLV. Расмуссен объяснил своё решение войти в совет латвийского банка тем, что «в течение всей своей политической карьеры обращал большое внимание на судьбу трех стран Балтии и… был готов сделать личный вклад, когда со мной поговорили». Признав, что в «латвийской финансовой системе существуют свои сложности», что показали «недавние события», он заявил о намерении «сделать личный вклад в то, чтобы банки в Латвии отвечали европейским и международным стандартам».
В 2019 году PNB banka лишился лицензии, в ходе проверки финансовых активов выяснилось, что обязательства банка перед кредиторами (367 млн евро) на 200 млн превышают его активы (167 млн).
В 2020 году начался гражданский судебный процесс о взыскании убытков в размере 32 млн евро против 11 членов правления и совета банка, среди которых оказались бывший глава Федеральной разведки Германии (BND) Август Ханнинг (75) и Расмуссен.

## Заявления

### Ирак
В 2003 году Расмуссен заявил, что 
Ирак обладает оружием массового уничтожения. Мы об этом не думаем, мы об этом знаем. Ирак сам признал, что имеет горчичный газ, нервно-паралитический газ, сибирскую язву, но Саддам это не раскрывает. Он не желает нам рассказать где и как это оружие было уничтожено. Это знаем об этом от инспекторов ООН,  так что у меня не остаётся сомнений.Оригинальный текст (датск.)Irak har masseødelæggelsesvåben. Det er ikke noget vi tror. Vi ved det. Irak har selv indrømmet, at det har haft sennepsgas, nervegas, miltbrand, men Saddam vil ikke afregne. Han vil ikke fortælle os, hvor og hvordan de våben er blevet destrueret. Det ved vi fra FN's inspektører, så der er ingen tvivl i mit sind.
В 2014 году бывший аналитик ЦРУ Рэй Макговерн, говоря о критике Расмуссеном пересечения российским гуманитарным конвоем украинской границы отмечал, что в 2003 году тот со «стопроцентной уверенностью» заявлял о наличии у Ирака оружия массового поражения, хотя позднее сведения не нашли никакого подтверждения.

### Россия
- 4 сентября 2014 года на саммите НАТО в Уэльсе Расмуссен заявил, что президент России Владимир Путин желал бы создания затяжных тлеющих конфликтов в соседних с Россией странах, чтобы помешать их интеграции с ЕС и НАТО. По мнению Расмуссена, Приднестровье, Южная Осетия и Абхазия являются примерами политики, в рамках которой территориальные конфликты переводятся в хроническую фазу, при этом Россия контролирует ситуацию, размещая в таких районах свои миротворческие силы[11]).
- 27 января 2015 года[12], после того, как Украина объявила Россию страной-агрессором, Расмуссен заявил:

Агрессия России — самый серьёзный кризис в Европе после падения Берлинской стены.

## Инцидент с тайной аудиозаписью
17 апреля 2014 года президент России Владимир Путин во время телепередачи «Прямая линия с Владимиром Путиным» заявил, что в 2002 году, будучи премьер-министром Дании, Расмуссен на одной из незапланированных встреч, о которой, по словам Путина, тот сам его попросил, «взял с собой диктофон, тайно записал на диктофон, а потом опубликовал в прессе» их разговор, объяснив это тем, что записал их беседу для истории. Путин также отметил, что польщён, но считает, что «надо было хотя бы предупредить или хотя бы спросить разрешение опубликовать эти переговоры», поскольку такой инцидент подрывает доверие. В тот же день официальный представитель НАТО Оана Лунгеску выступила с категорическим опровержением назвав слова российского президента «полным бредом» и заявила, что «ни господин Расмуссен, ни кто-либо другой не приносил диктофон для записи разговора с господином Путиным», а также высказала мнение, что своим заявлением президент России сделал попытку отвлечь внимание общества от действия российских властей по вопросу Украины. Наряду с Лунгеску с опровержением выступил специальный советник генерального секретаря НАТО Йонас Торп, заявивший, что «эти обвинения совершенно абсурдны», поскольку, по его словам, весь тот срок, что Расмуссен был премьер-министром Дании, он «никогда не носил диктофона, чтобы записывать переговоры с Путиным или кем-то другим».
Однако, 18 апреля датский журналист и кинодокументалист Кристофер Гулдбрансен  рассказал агентству Ritzaus Bureau, что инцидент произошёл в 2002 году в Брюсселе, где обсуждалось восточное расширение ЕС и конфликт в Чечне. Он тогда работал на датском телеканале DR 2 и снимал документальный фильм «Фог за кулисами» (дат. Fogh bag facaden), а на пресс-конференции, проходившей по итогам обсуждения, сам закрепил на одежде Расмуссена микрофон. По его словам выйдя оттуда, премьер-министр не сняв микрофон отправился на встречу с российским президентом. Гулдбрансен отмечает, что их беседа «была записана и использована в фильме». Гульдбрандсен высказал мнение, что ничего серьёзного оба политика не обсуждали: «Они говорили о журналистах. Расмуссен в шутку сказал, что российские СМИ не настолько критичны, как датские, а Путин в ответ сказал: „Они все бандиты, все как один“». Также Гульдбрандсен отметил, что обычно Расмуссен относится довольно внимательно к тому, чтобы не носить на личные встречи с собой микрофон.

## Награды
- Кавалер Большого креста ордена Данеброг (Дания; 7 апреля 2009).
- Медаль «За заслуги» в золоте (Дания; 17 декабря 2002).
- Кавалер Большого креста ордена «За заслуги перед Республикой Польша» (2003).
- Кавалер Большого креста ордена Витаутаса Великого (Литва, 13 февраля 2014)[24].
- Кавалер Большого креста ордена Великого князя Литовского Гядиминаса (Литва; 21 апреля 2004)[25].
- Орден Креста земли Марии 1 класса (Эстония; 4 февраля 2009)[26].
- Великий офицер ордена Трёх звёзд (Латвия; 16 октября 2004)[27].
- Кавалер Большого креста ордена Оранских-Нассау (Нидерланды; 30 января 2014).
- Орден «Стара планина» 1 степени (Болгария; 11 апреля 2014).
- Георгиевская медаль 1 степени (Министерство обороны Болгарии; 11 апреля 2014).
- Почётный доктор Бухарестского университета (Румыния; 24 мая 2013).
- Орден Свободы (Украина; 7 августа 2014) — за значительный личный вклад в развитие сотрудничества между Украинским государством и Североатлантическим альянсом, весомую поддержку в отстаивании суверенитета, независимости и территориальной целостности Украины[28][29].